# 張雲川
張雲川（ちょう うんせん、ジャーン・ユインチュワン、1946年10月8日 - ）は、中華人民共和国の官僚、政治家。浙江省東陽市出身。現職は全国人民代表大会環境と資源保護委員会副主任委員。長沙市党委書記、湖南省省長、中華人民共和国国防科学技術工業委員会主任、河北省党委書記、河北省人民代表大会常務委員会主任などを歴任した。

## 経歴
1946年10月8日、浙江省東陽市で生まれる。
1969年7月、ハルビン工程大学を卒業。1970年8月からは六機部6214工場技術者、副課長、課長、生産指揮長などを務める。
1985年1月には江西省九江市副市長に転任する。1986年11月、贛州地区党委副書記、行政署専員に就任。1991年3月、同省南昌市に転任し、江西省省長補佐、省政府党組成員兼省経委党組書記、江西省副省長を歴任。
1995年2月、党務に転じて新疆ウイグル自治区に赴任し、新疆ウイグル自治区党委員会常務委員に就任した。同年4月、新疆ウイグル自治区人民政府副主席を兼任。
1999年8月、湖南省党委副書記に転出。同年10月、長沙市市委書記を兼務。2001年8月の人民代表大会常務委員会で儲波の異動にともない省長代理に任じられ、翌年2月には予定通り省長に昇格している。
2003年3月、中央に移り、中華人民共和国国防科学技術工業委員会主任、党組書記に就任。 
2007年8月、河北省党委書記、河北省軍区党委員会第一書記に転出。翌年1月には同省人民代表大会常務委員会主任を兼務する。 
2011年8月、全国人民代表大会環境と資源保護委員会に移り、副主任委員（次官）に任命される。2018年3月に退任し、政界から引退した。